# جنينة (حماة)
جنينة قرية سورية تتبع ناحية الحمراء في منطقة مركز حماة في محافظة حماة. بلغ عدد سكانها 1388 نسمة في عام 2004 حسب إحصاء المكتب المركزي للإحصاء.

## وصلات خارجية
- الوحدات الإدارية في محافظة حماة